# Sparkasse Mülheim an der Ruhr
Die Sparkasse Mülheim an der Ruhr ist eine Sparkasse in Nordrhein-Westfalen mit Sitz in Mülheim an der Ruhr. Sie ist eine Anstalt des öffentlichen Rechts.

## Geschäftsgebiet und Träger
Das Geschäftsgebiet der Sparkasse Mülheim an der Ruhr umfasst die kreisfreie Stadt Mülheim an der Ruhr, welche auch Trägerin der Sparkasse ist.

## Geschäftszahlen
Die Sparkasse Mülheim an der Ruhr wies im Geschäftsjahr 2023 eine Bilanzsumme von 2,929 Mrd. Euro aus und verfügte über Kundeneinlagen von 2,232 Mrd. Euro. Gemäß der Sparkassenrangliste 2023 liegt sie nach Bilanzsumme auf Rang 164. Sie unterhält 17 Filialen/Selbstbedienungsstandorte und beschäftigt 511 Mitarbeiter.

## Sparkassen-Finanzgruppe
Die Sparkasse Mülheim an der Ruhr ist Teil der Sparkassen-Finanzgruppe und gehört damit auch ihrem Haftungsverbund an. Er sichert den Bestand der Institute und sorgt dafür, dass sie auch im Fall der Insolvenz einzelner Sparkassen alle Verbindlichkeiten erfüllen können. Die Sparkasse vermittelt Bausparverträge der regionalen Landesbausparkasse, offene Investmentfonds der Deka und Versicherungen der Provinzial Rheinland. Im Bereich des Leasing arbeitet die Sparkasse Mülheim an der Ruhr mit der  Deutschen Leasing zusammen. Die Funktion der Sparkassenzentralbank nimmt die Landesbank Hessen-Thüringen wahr.